# Pteropus caniceps
Pteropus caniceps är en däggdjursart som beskrevs av Gray 1870. Pteropus caniceps ingår i släktet Pteropus, och familjen flyghundar. IUCN kategoriserar arten globalt som nära hotad.
Inga underarter finns listade i Catalogue of Life. Wilson & Reeder (2005) skiljer mellan två underarter.
Arten blir ungefär 203 mm lång (huvud och bål) och svansen är i princip osynlig. Hos Pteropus caniceps är underarmarna cirka 135 mm långa och öronen cirka 25 mm stora. Pälsen har på ovansidan en blek gulgrå färg med några bruna och svarta hår inblandade. Kring axlarna förekommer en intensiv gul krage och huvudet är gråaktigt. Bakfötterna är inte täckta av hår.
Denna flyghund förekommer på Halmahera och på mindre öar i Moluckerna. I bergstrakter når arten 1600 meter över havet. Arten lever i olika habitat men behöver träd. Den vilar i trädens håligheter.
Individerna är aktiva på natten och hittar födan med hjälp av synen och lukten. De äter främst frukter och juice samt några blommor. Fortplantningen och livslängden antas vara lika som hos andra släktmedlemmar. Flyghunden betraktas i utbredningsområdet som skadedjur på odlade frukter och varje år dödas flera individer.